# Ringsaker
Ringsaker est une kommune de Norvège. Elle est située dans le comté d'Innlandet dont elle est la commune la plus peuplée. Elle est desservie par les gares de Brumunddal et Moelv.